# Inno nazionale della Repubblica di San Marino
L'inno nazionale della Repubblica di San Marino è, come da titolo, l'inno ufficiale di San Marino dal 1894.

## Storia
Venne composto dallo studioso italiano Federico Consolo nel 1894 su richiesta del governo sammarinese, tratto da un breviario monastico oggi conservato a Firenze nella Biblioteca Medicea Laurenziana. È basato su una corale del X secolo.
Fu decretato di adottarlo dall'allora Consiglio Principe e Sovrano come inno nazionale di San Marino l'11 settembre 1894. L'inno fu eseguito per la prima volta il 30 dello stesso mese, quando fu inaugurato il Palazzo Pubblico.
Viene suonato dalla banda militare durante le feste nazionali o in occasione di cerimonie ufficiali.

## Inni storici
Un "Inno Patrio" datato 1856, talvolta riportato come La Sammarinese, del maestro Luigi Para, viene indicato come il primo tentativo di dotarsi di un inno nazionale.
Giubilanti d'amore fraterno, marcia militare del maestro Ulisse Balsimelli, veniva suonato come inno ufficiale della Repubblica prima dell'adozione di quello corrente.

## Testo
Ufficialmente l'inno non ha parole. Giosuè Carducci scrisse appositamente il seguente testo, ma il governo sammarinese non l'ha mai adottato e resta poco popolare tra la popolazione. Ciononostante, viene insegnato nelle scuole ed occasionalmente cantato, ma sempre in ambito non ufficiale.
Onore a te virtuosa
Onore a te
Oh antica Repubblica
Onore a te virtuosa
Onore a te
Generosa fidente, Virtuosa.
Oh, Repubblica
Onore e vivi eterna
Con la vita
E gloria d'Italia
Oh antica Repubblica
Onore a te.»